# 清家康広
清家 康広（せいけ やすひろ、1984年11月1日 - ）は、熊本県民テレビのアナウンサー。
大阪府守口市出身。立命館大学経済学部卒業後（立命館大学放送局OB)、2009年4月に秋田放送に入社。アナウンススクール「セイアカデミー」出身。
2013年12月に秋田放送を退社し、2015年9月に熊本県民テレビに入社。

## 担当番組

### 秋田放送（テレビ）
- フラフリ - パーソナリティ[4]
- chu→モク！
- エビス堂☆金[7] - 「情報キャッチャー」担当
- ZIP!SUNDAY[8]
- さきがけABSニュース - 不定期出演

### 秋田放送（ラジオ）
- J-Hits COUNTDOWN （2010年8月）
- ミュージック・サプリ[7] - 2代目パーソナリティ（2010年10月 - 2013年12月）
- あさ採りワイド秋田便[8]
- さきがけABSニュース - 不定期出演

### 熊本県民テレビ
- テレビタミン → てれビタ[6]（2024年3月まで）
- KKTニュース[6]
- ZERO×選挙（2016年7月10日） - 熊本県選挙区担当キャスター[9]
- Saturday ココSmile サタデココ - MC（2018年4月から2019年9月まで）
- 金チカ！-料理コーナーアシスタント（2024年4月から）